# .io
.io је највиши Интернет домен државних кодова (ccTLD) за Британску индијску океанску територију.